# Cemitério dos Ingleses (Nova Lima)
O Cemitério dos Ingleses é uma necrópole brasileira localizada em Nova Lima, Minas Gerais, Brasil. 

## História
Com a instalação da St. John d'el Rey Mining Company e a vinda dos seus funcionários e familiares britânicos, foi criado um cemitério para a comunidade estrangeira residente na cidade. O cemitério está localizado no bairro Boa Vista e foi propriedade da Morro Velho. Hoje as terras do cemitério são controladas pela AngloGold Ashanti, herdeira de grande parte da infraestrutura e terrenos da antiga St. John d'el Rey Mining Company.
Em 28 de novembro de 2019, a Prefeitura de Nova Lima decretou o tombamento do Conjunto Histórico de Morro Velho, que inclui nas suas áreas o Cemitério dos Ingleses, com várias diretrizes a fim de preservar a história local.

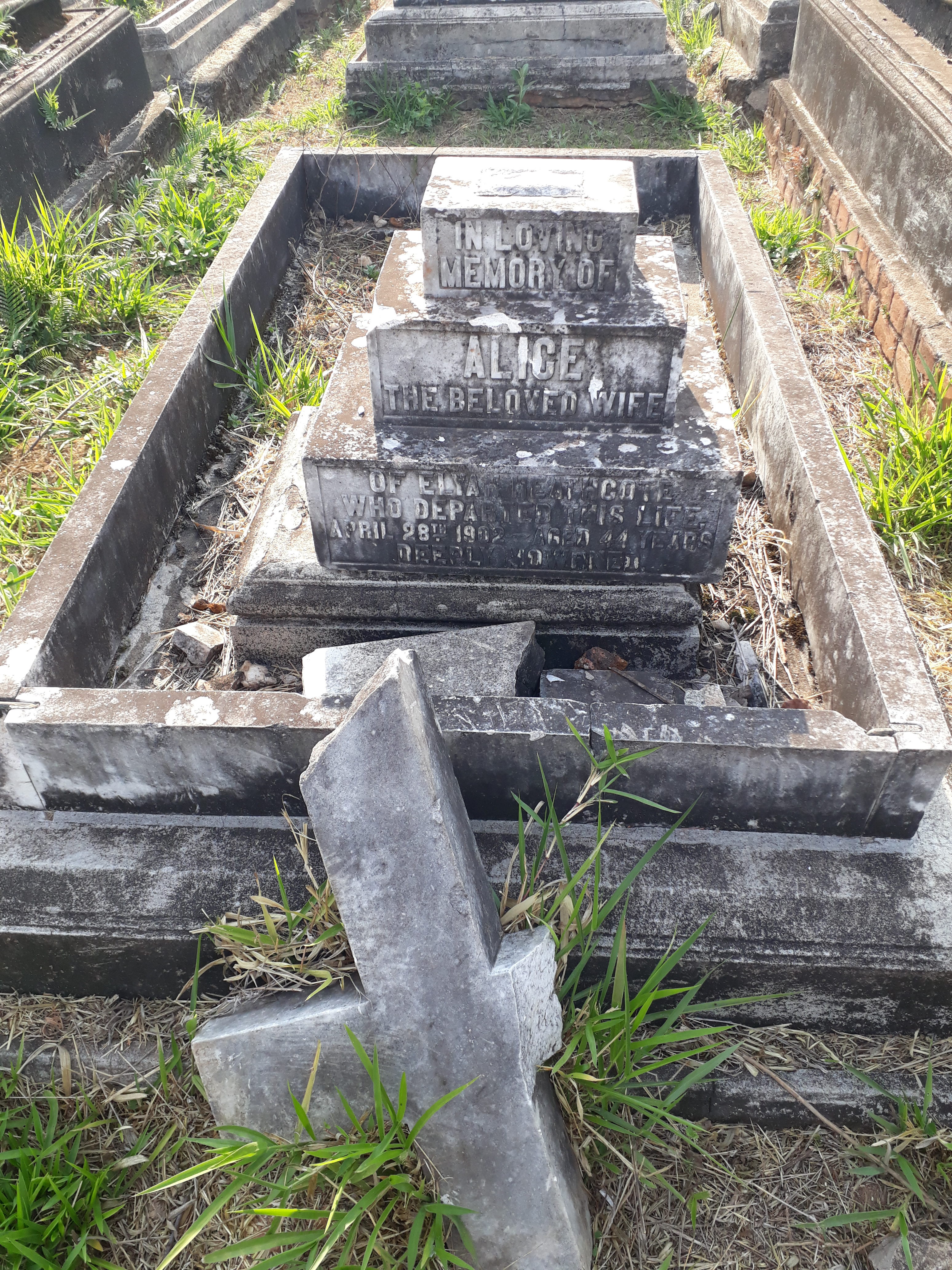
Uma das lápides do cemitério.

## Galeria
As lápides encontradas no cemitério datam do final do séc. XIX ao início do séc. XX. Segue abaixo descrição da imagem lateral:
| Inglês                  | Português                |
| ----------------------- | ------------------------ |
| In loving memory of     | Em memória de            |
| Alice,                  | Alice,                   |
| the beloved wife        | a amada esposa           |
| of Elyan Heathcote      | de Elyan Heathcote       |
| who departed this life, | que partiu dessa vida,   |
| April 28th 1902,        | 28 de abril de 1902,     |
| aged 44 years.          | 44 anos de idade.        |
| Deeply "mowrned".       | Profundamente lamentado. |